# Necker Island (Hawaii)

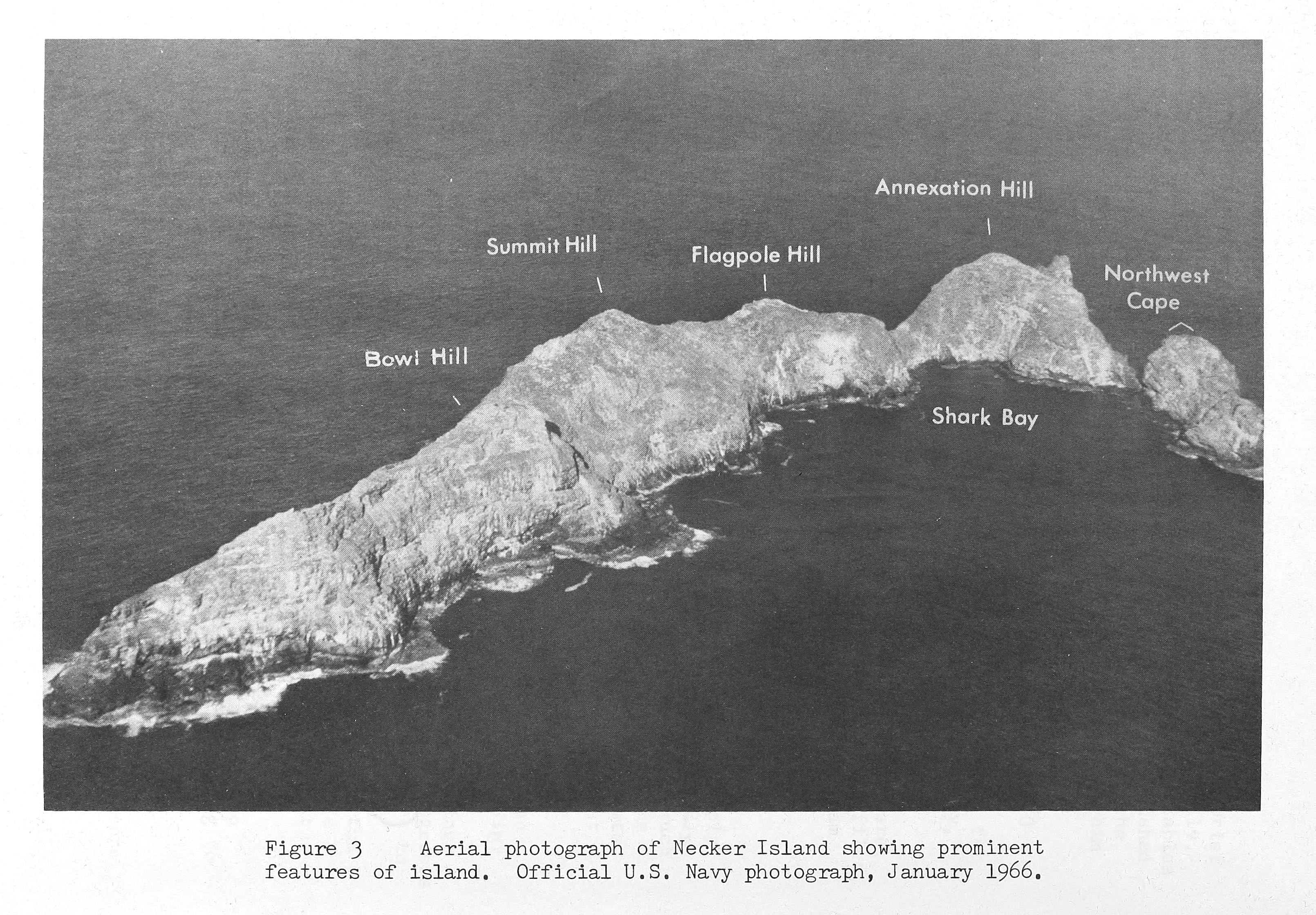
Luftbild (südorientiert) mit geographischen Namen

Necker Island, traditionell Mokumanamana, ist eine felsige, unbewohnte Insel im nördlichen Pazifischen Ozean, die zu den nordwestlichen Hawaii-Inseln zählt. Politisch gehört sie zu Hawaii, dem fünfzigsten Bundesstaat der Vereinigten Staaten.

## Geografie
Necker Island, nicht zu verwechseln mit der gleichnamigen Insel der Virgin Islands in der Karibik, ist Teil des hawaiischen Archipels und gehört zur Gruppe der nordwestlichen Hawaii-Inseln oder Leeward Islands. Necker liegt 530 km nordwestlich von Kauaʻi, der nächsten bewohnten Insel.
Die Insel ist rund 1,2 Kilometer lang und 60 bis 120 Meter breit mit einer Gesamtfläche von 0,16 Quadratkilometern. Aus dem schmalen Hauptkamm, der sich durch die gesamte Länge der Insel zieht, erheben sich fünf Hügel, die Namen führen, das sind (von West nach Ost): Annexation Hill, rund 75 m hoch, Flagpole Hill, 56 m, Summit Hill, 84 m, Bowl Hill, 79 m und ganz im Osten Siever´s Peak mit 70 Metern Höhe.:5
Die Felseninsel erhebt sich steil aus dem umgebenden Meer, ein schützendes Korallenriff fehlt, sodass ein heftige Brandung die Küste unmittelbar erreicht. Die fast vertikale Steilküste ist weitgehend unzugänglich, es gibt keine Küstenebene. Die Oberfläche der schroffen Hänge erscheint wellenförmig, da abwechselnde Schichten aus härterem und weicherem Gestein unterschiedlich erodiert sind. Der Kot zahlreicher Seevögel färbt sie oft weiß.
Am westlichen Ende von Necker Island erstreckt sich eine schmale, 250 m lange und rund 50 m hohe Halbinsel nach Nordost, die von einer tiefen, bei Flut meist überschwemmten Schlucht abgetrennt wird. Die Halbinsel begrenzt eine große Bucht, mit dem Namen „Shark Bay“. Nur an einer Stelle im Norden gewährt die Küste Zugang, die Landung ist nur bei ruhigem Seegang möglich und der Aufstieg zum Hochplateau schwierig und nicht ungefährlich.
Necker hat keine definierten Fließgewässer. Das Regenwasser versickert entweder im porösen Gestein oder läuft schnell über die Steilküste ins Meer ab.

## Geologie
Necker Island ist der erodierte Überrest eines schätzungsweise 10 Millionen Jahre alten Schildvulkans, dessen Zentrum etwas südsüdwestlich der heutigen Insel lag. Die Gesteine, überwiegend Olivinbasalt sowie Basanit und Hawaiit in geringeren Anteilen, sind ausschließlich vulkanischen Ursprunges. Von der Neckerinsel erstreckt sich der Necker-Rücken (Necker Ridge) nach Südwesten, eine 650 km lange, untermeerische Formation, die sich 2200 bis 3000 m über dem Abyssal erhebt.

## Flora
Aus der Distanz scheint die felsige Insel bar jeder Vegetation zu sein. Eine genauere Untersuchung zeigt jedoch, dass ihr abgerundeter Kamm und die schmalen Terrassen an ihren Flanken mit sechs Arten niedrig wachsender Pflanzen spärlich bedeckt sind:
- den Sträuchern Chenopodium oahuense aus der Gattung der Gänsefüße sowie eine Sesbania-Art
- Gräsern der Gattungen Panicum (Riesenhirse) und Paspalum.
- den Sukkulenten Portulaca lutea und Sesuvium portulacastrum.

## Fauna
Auch die Landfauna ist artenarm. Das einzige Säugetier, das jemals auf Necker Island – in der Shark-Bay – nachgewiesen wurde, ist die Hawaii-Mönchsrobbe (Neomonachus schauinslandi), die auf den meisten Inseln des nordwestlichen Hawaii vorkommt. Die Population betrug im Jahr 1973 nur noch 18 Tiere:80, sie ist inzwischen (Stand 2019) auf 70 Tiere angewachsen. Grüne Meeresschildkröten (Chelonia mydas) kommen vor der Küste in geringer Anzahl vor. Mangels geeigneter Strände legen sie auf Necker Island jedoch keine Eier ab. Ansonsten wurden lediglich Wirbellose, zum Beispiel Ringelwürmer (Annelida), Spinnentiere (Arachnida), Krebstiere (Crustacea) und Insekten beobachtet.:98
Äußerst zahlreich sind die Seevögel, von denen viele Arten auch auf Necker Island brüten, zum Beispiel: Braunnoddis (Anous stolidus), Rußseeschwalben (Onychoprion fuscatus),  Bindenfregattvögel (Fregata minor),  Rotfußtölpel (Sula sula), Maskentölpel (Sula dactylatra), Rotschwanz-Tropikvögel (Phaethon rubricauda),  Keilschwanz-Sturmtaucher (Puffinus pacificus), Bulwersturmvögel (Bulweria bulwerii) und Laysanalbatrosse (Phoebastria immutabilis) sowie weitere Arten in geringerer Population oder als Migranten. Ihre Exkremente bedecken große Teile der Inseloberfläche.

## Geschichte

### Vorgeschichte

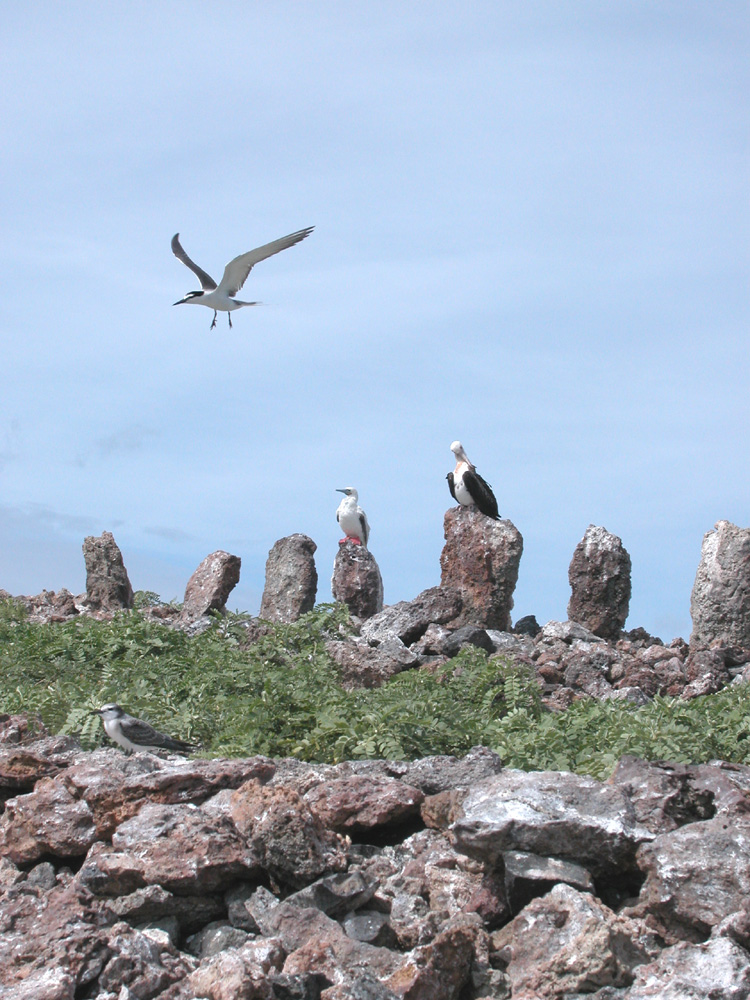
Reste einer Zeremonialstätte (Marae) mit Orthostaten

Der hawaiische Archipel wurde im Rahmen der polynesischen Expansion nicht früher als 300 n. Chr. besiedelt. Ob die abgelegene Neckerinsel jemals dauerhaft bewohnt war, ist nicht bekannt. Angesichts des Fehlens von Trinkwasserquellen und der unwirtlichen, für den Nahrungsanbau nicht geeigneten Umweltbedingungen dürfte das wenig wahrscheinlich sein. Allerdings deuten zahlreiche Relikte auf die zeitweise und vermutlich häufige Anwesenheit von Menschen hin. Der amerikanische Anthropologe Kenneth Pike Emory (1897–1992) besuchte im Rahmen der dritten (1923) und fünften (1924) Tanager-Expedition zu den nordwestlichen Inseln von Hawaii auch Necker Island. Während seiner dreitägigen Erkundung identifizierte er die Überreste von 33 Zeremonialplattformen (Marae), eine auffallend große Anzahl für eine winzige, unbesiedelte Insel. Man darf daher vermuten, dass Necker ein Ort von hervorgehobener religiöser Bedeutung für die übrigen Inseln des Archipels war.
Die Bauform der Marae ist vergleichbar mit der auf anderen polynesischen Inseln. Die typische Form einer Zeremonialanlage auf Necker ist eine niedrige, rechteckige und meist gepflasterte Terrasse von 5 bis 20 Metern Länge, mit einer erhöhten Plattform am hinteren Ende, ohne Mörtel aus naturbelassenen Steinen der Umgebung erbaut. In diese 15 bis 60 cm hohe Plattform sind mehrere Orthostaten eingelassen, rohe, verwitterte und weitgehend naturbelassene Blöcke aus Basalt. In der Mitte der Terrasse, frontal zur Plattform, stehen ein oder zwei unbearbeitete Steinsäulen, die bis zu 1,5 m hoch sind. Bei einem Teil der Anlagen sind weitere Orthostaten am vorderen Ende der Terrasse und/oder in der rechten, vorderen Ecke aufgerichtet. Gestaltung und Bauweise der Zeremonialstätten stimmt mit der von Familien- und Stammes-Marae Südostpolynesiens überein, in erster Linie der einfach gebauten Marae des Tuamotu-Archipels.:60 f.

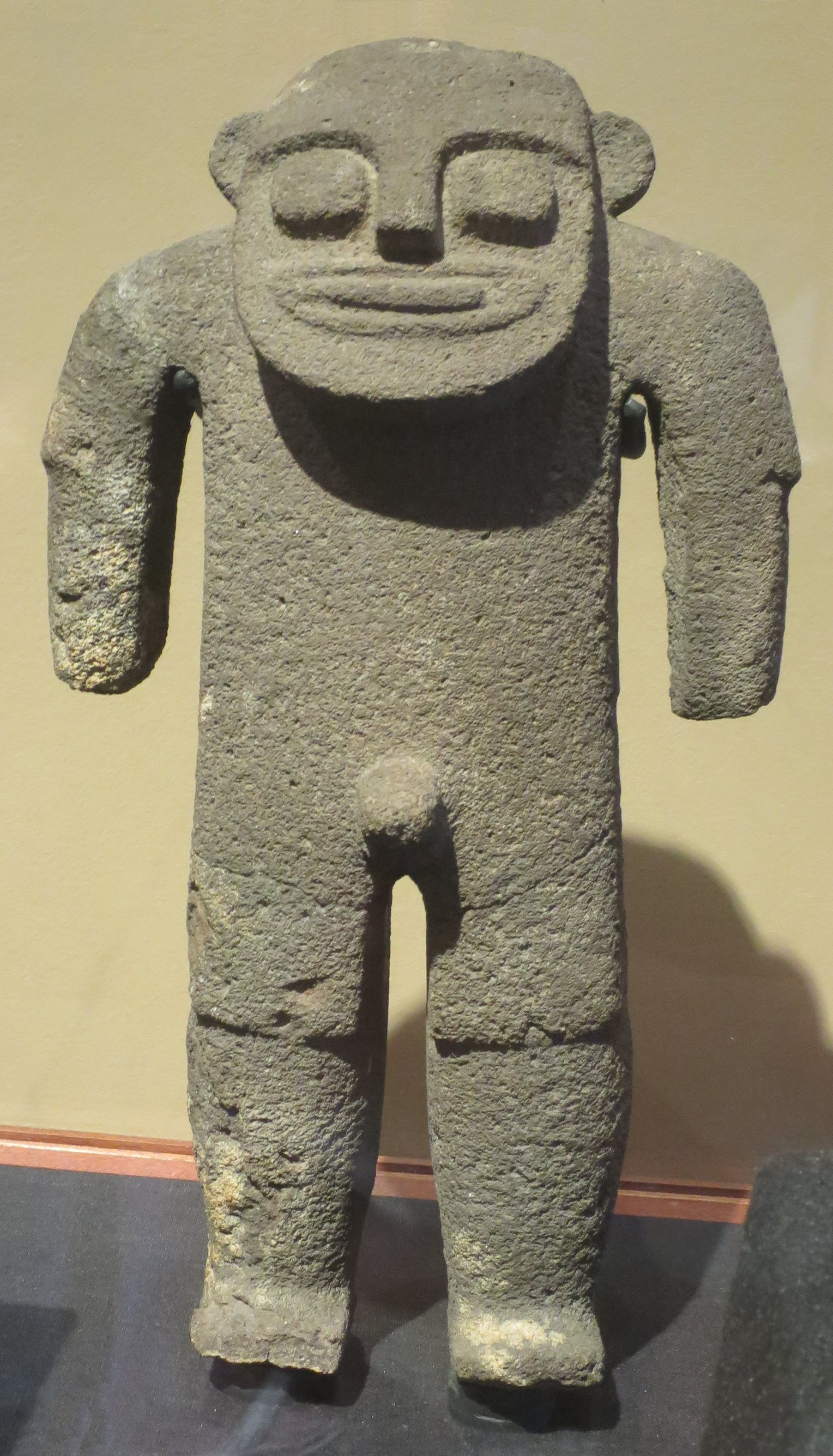
Steinfigur von Necker Island im Bishop-Museum, Honolulu

Im Umfeld der Zeremonialanlagen fand man mehrere Idole aus grobkörnigem, vulkanischem Gestein. Welche religiösen Zeremonien damit verbunden waren, ist unbekannt. Sie befinden sich heute in verschiedenen Museen:
- fünf vollständige Figuren, 21 bis 40 cm hoch, sowie zwei Köpfe und ein Bein im Bernice P. Bishop Museum in Honolulu
- zwei vollständige Figuren, 40 cm und 29 cm hoch, im British Museum in London
- der Kopf einer Figur (24 cm) im Metropolitan Museum of Art in New York City; die gesamte Figur war wahrscheinlich 60 cm hoch.

In den Klippen, oberhalb des von der Brandung verursachten Salznebels, liegen flache Höhlen, eher Felsüberhänge. In einigen davon fanden die Forscher der Tanager-Expedition eine Reihe von Gebrauchs- und Alltagsgegenständen, darunter einen Hammerstein, Schleifsteine, Dechsel und Meißel aus Stein, eine Ahle aus Knochen und steinerne Schalen. Abgegrenzte Kochzonen mit Ascheresten beweisen, dass die Höhlen zeitweise bewohnt waren. Teile menschlicher Skelette lassen den Schluss zu, dass zumindest eine Höhle auch als Begräbnisstätte diente.:68 f.

### Entdeckungsgeschichte
Der erste Europäer, der Necker Island sah, war der französische Seefahrer und Geograf Jean-François de La Pérouse. Während seiner Weltumseglung von 1785 bis 1788 mit den Fregatten Astrolabe und Boussole im Auftrag von König Ludwig XVI. sichtete er am 4. November 1786 eine kleine Felseninsel, die er wie folgt beschreibt:

„Diese sehr kleine Insel ist eigentlich nur ein Felsen, fünf hundert Klafter lang, und sechszig hoch, auf welschem man keinen einzigen Baum sieht, aber viel Gras gegen den Gipfel zu; der kahle Fels ist ganz weiß vom Auswurf der Seevögel. Ich näherte mich der Insel bis auf den dritten Theil einer Meile. Das Meer brach sich überall mit Macht an den steilen Ufern, die wie eine Mauer emporstiegen, an eine Landung war also nicht zu denken. Da wir die Insel beinahe ganz umsegelt sind, so ist unsere Zeichnung davon, sowohl als die verschiedenen Ansichten, sehr genau. Sie liegt unter dem 23sten Grad 34 Min. nördlicher Breite, und dem 166sten Grad 52 Min. westlicher Länge. Ich habe ihr den Namen Necker beigelegt; und wenn sie auch ihrer Unfruchtbarkeit wegen von geringer Wichtigkeit ist, so ist doch den Seefahrern, denen sie gefährlich werden könnte, viel an der genauen Bestimmung ihrer Lage gelegen. Wir waren der südlichen Seite sehr nahe vorbei gekommen, ohne das Senkblei auszuwerfen, weil ich den Lauf der Fregatte nicht aufhalten wollte. Die ganze Küste war von Brandungen umgeben, ausgenommen an der südöstlichsten Spitze, wo einige blinde Klippen waren, die sich auf zwei Kabeltaue erstrecken konnten. Ehe ich meine Fahrt fortsetzte, wollte ich wissen, ob daselbst Grund zu finden wäre, ich ließ also das Senkblei auswerfen, und wir fanden an Bord jeder Fregatte nicht mehr als fünf und zwanzig Faden, mit einem Grunde von verfaulten Muscheln. Weder Herr de Langle, noch ich hatten eine so geringe Tiefe vermuthet. Es scheint mir keinem Zweifel unterworfen, daß die Insel Necker nur der Kern einer weit beträchtlichern Insel ist, deren lockern und leicht auflösbaren Boden das Meer allmählig weggespühlt, und nur den harten Felsen zurück gelassen hat. Da uns viel daran lag zu wissen, wie weit sich diese Klippen erstreckten, so fuhren wir fort, daß Senkblei auszuwerfen, und fanden, daß die Tiefe nach dem Verhältniß zunahm, je weiter wir uns vom Lande entfernten, und in einer Weite von zehn Meilen fanden wir mit hundert und fünfzig Faden keinen Grund mehr.“

La Pérouse benannte die Insel nach dem Bankier Jacques Necker, von 1776 bis 1781 Finanzminister unter König Ludwig XVI., der später in der Französischen Revolution eine bedeutende Rolle spielen sollte.
Das Königreich Hawaii scheint wenig Interesse an der abgelegenen und unfruchtbaren Insel gehabt zu haben. Mit der zu Beginn des 19. Jahrhunderts einsetzenden christlichen Missionierung Hawaiis verlor Necker Island seine religiöse Bedeutung. Mehrere Orthostaten der Zeremonialanlagen wurden, wie der Anthropologe Kenneth P. Emory vermutet, offenbar vorsätzlich umgestürzt.:62
Erst für das Jahr 1856 liegt ein weiterer Bericht über einen Besuch der Insel vor. Die Bark Gambia verließ Honolulu am 26. April 1856 zur Robben- und Haifischjagd im Pazifischen Ozean sowie der Suche nach Guano-Inseln. Kapitän N.C. Brooks passierte auch die Neckerinsel und korrigierte ihre Position, die mit 23° 34´ Nord und 164° 45´ West leicht abweichend in Nathaniel Bowditchs Navigationshandbuch „The New American Practical Navigator“ von 1800 verzeichnet war. Obwohl Brooks die Insel nicht betreten hat, gibt er eine Beschreibung ab, die sich aber im Wesentlichen auf nautisch relevante Angaben konzentriert. 1857 entsandte König Kamehameha IV. Captain John Paty, mit dem Schoner Manuokawai zu den nordwestlichen Hawaii-Inseln, um mögliche Guano-Vorkommen zu erkunden und die Inseln für das Königreich Hawaii in Besitz zu nehmen. Paty erreichte Necker Island am 24. April 1857, fand aber keinen geeigneten Landungsplatz.

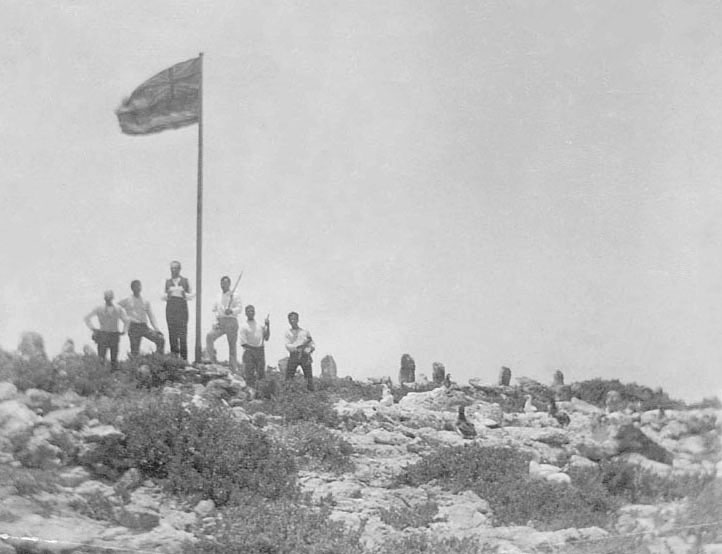
Annexion der Insel im Jahr 1894

Die „All Red Line“ war ein System elektrischer Telegrafen, das weite Teile des britischen Empires miteinander verband. Die letzte umfangreiche Aufgabe zur Fertigstellung war die Kabelverlegung im transpazifischen Abschnitt. Eine Resolution zur Umsetzung dieses Projekts wurde 1887 von der ersten Kolonialkonferenz (Imperial Conference) verabschiedet und erste Erkundungen begannen. In den Folgejahren annektierte Großbritannien mehrere Pazifikinseln, um dort Relaisstationen für das geplante Trans-Pazifik-Kabel einzurichten. Für die Linie von British Columbia nach Neuseeland war eine Zwischenstation auf einer der Hawaii-Inseln beabsichtigt, Necker Island schien dafür besonders geeignet. Die britische Residentur informierte die Regierung der provisorischen Republik von Hawaii über die Pläne. Daraufhin beauftragte Präsident Sanford Dole Captain James Anderson King, den Innenminister der Republik Hawaii, Necker Island unverzüglich zu annektieren, da die Inbesitznahme durch Captain Paty 37 Jahre zuvor zweifelhaft erschien.
Am 24. Mai 1894 verließ die S.S. Iwalani der hawaiischen Inter-Island Steam Navigation Company unter dem Kommando von Kapitän William K. Freeman Honolulu und am Sonntagmorgen, dem 27. Mai 1894, landete die Expedition in der Shark Bay. Das Landekommando bestand aus Captain King, Kapitän Freeman, dem Schiffsingenieur Benjamin H. Norton und neun Seeleuten. Auf dem Annexation Peak (daher der Name) wurde ein Fahnenmast errichtet, die hawaiische Flagge gehisst und Captain King verlas die Annexionserklärung. Während der weiteren Erkundung der Insel sah die Gruppe auch einige Marae mit ihren Reihen aufrecht stehender Steine und fertigte Fotos davon an. Während der vier Stunden, die sie auf der Insel verbrachten, sammelten die Männer auch sechs Steinfiguren, die heute im Bernice P. Bishop Museum ausgestellt sind.
Am 24. Mai 1894, nur eine Stunde später als die Iwalani, verließ auch die Korvette HMS Champion der Pacific Station unter dem Kommando von Captain Eustace Rooke den Hafen von Honolulu, um die Eignung einiger Pazifikinseln für die All Red Line zu überprüfen. Am 24. September 1894 erreichte das Schiff auch die Neckerinsel. Das Landungskommando erkundete die Insel und sammelte zwei Steinstatuetten, die sich heute im Britischen Museum in London befinden.:174
Am 12. Juli 1895 leitete Captain King eine weitere Expedition zur Neckerinsel auf dem Zollkutter Lehua. William T. Brigham, erster Direktor des Bernice P. Bishop Museums, setzte die Erforschung der Zeremonialanlagen fort, entdeckte jedoch keine weiteren Statuetten. Die Insel wurde vermessen und eine Karte erstellt.:174
Am 3. Februar 1909 stellte Präsident Theodore Roosevelt die nordwestlichen, unbewohnten Hawaii-Inseln und Riffe, darunter auch Necker Island, als Hawaiian Islands Bird Reservation unter Schutz, um das Wildern von Seevögeln zu verhindern. Franklin D. Roosevelt unterzeichnete am 25. Juli 1940 die „Presidential Proclamation No. 2416“, mit der er den Schutz auf alle Wildtiere erweiterte und den Namen des Reservats in Hawaiian Islands National Wildlife Refuge änderte.
Im 20. Jahrhundert gab es eine Reihe von wissenschaftlichen Expeditionen zu den nordwestlichen Hawaii-Inseln. Am 6. Oktober 1919 erreichte der Botaniker Gerrit P. Wilder (1863–1935) die Neckerinsel. Er fand an einer der Zeremonialanlagen das abgebrochene Bein einer kleinen Steinfigur, das sich heute im Bernice P. Bishop Museum befindet.
Am bekanntesten sind die beiden Expeditionen des Bernice P. Bishop Museums und der Universität von Hawaii mit dem Minensuchboot USS Tanager (AM-5), das Wissenschaftler mehrerer Disziplinen u. a. auch nach Necker brachte. Die 3. Tanager-Expedition erreichte Necker Island am 11. Juni 1923 und beschäftigte sich hauptsächlich mit der Flora und Fauna der Insel, während der Archäologe Kenneth P. Emory während der 5. Tanager-Expedition vom 14. bis 17. Juli 1924 die Relikte der Insel erkundete und Artefakte für das Museum in Honolulu sammelte.

## Verwaltung
Necker Island ist Teil der City and County of Honolulu im US-Bundesstaat Hawaii. Sie war eine der Inseln, die die Vereinigten Staaten am 7. Juli 1898 annektierten.
Heute ist die Insel Teil des Papahānaumokuākea Marine National Monument, des größten Meeresschutzgebietes der Erde. Dessen Verwaltung liegt in der Verantwortung von vier Treuhändern: dem US-Bundesstaat Hawaii, dem United States Fish and Wildlife Service (USFWS), der National Oceanic and Atmospheric Administration (NOAA) und dem Office of Hawaiian Affairs (OHA), einer selbstverwalteten Körperschaft des Staates Hawaii. Das Betreten der Insel bedarf der behördlichen Erlaubnis, die nur für wissenschaftliche Zwecke erteilt wird.

## Name
Anlässlich einer in den letzten Jahren entstandenen Bewegung zur Erhaltung und Erneuerung traditioneller hawaiischer Kultur beabsichtigte man die Wiedereinführung der mündlich tradierten, „alten“ Inselnamen. Für Necker Island sind mehrere hawaiische Namen bekannt, die als traditionell gelten: Hā‘ena und Moku Manamana oder Ka moku Manamana.:91–92 Hā‘ena ist ein polynesisches Hauptwort, das als „glühende, brennende Hitze“ definiert wird und wahrscheinlich im vulkanischen Ursprung der Insel begründet ist.
Der Name Moku Manamana wird oft beschrieben als „verzweigte Insel“, eine durchaus passende Bezeichnung für das Erscheinungsbild. Eine andere, eher einleuchtende Übersetzung geht von dem Namensbestandteil „Moku“ (= Insel) aus und bezieht das Wort „Mana“ ein, das eine spirituelle Kraft oder übernatürliche Macht bezeichnet. Die Wortwiederholung – hier „Manamana“ – bedeutet in polynesischen Sprachen eine Steigerung oder Verstärkung. Der Name würde also übersetzt in etwa lauten: „Insel mit einer gewaltigen spirituellen Aura“, angesichts der Vielzahl der nachgewiesenen Kultstätten eine zweifellos zutreffende Bezeichnung.
2017 erhielt das Hawaiian Language Lexicon Committee (Kōmike Huaʻōlelo) der University of Hawaiʻi at Hilo den Auftrag, traditionelle Namen für die Hawaii-Inseln festzulegen. Das Lexikonkomitee wurde 1987 gegründet, um Wörter für Begriffe zu finden, die den Ureinwohnern unbekannt waren. Die Ausschussmitglieder, meist ältere, hawaiische Muttersprachler, einigten sich auf den hawaiischen Namen Mokumanamana für die Insel, der bereits aus tradierten Gesängen bekannt war.